# Гарсиа, Франк Морено
Франк Морено Гарсиа (исп. Frank Esteban Moreno García; род. 17 ноября 1965, Матансас) — кубинский дзюдоист, чемпион и призёр чемпионатов Кубы, Панамериканских чемпионатов и Панамериканских игр, серебряный призёр чемпионатов мира, участник летних Олимпийских игр 1992 года в Барселоне и 1996 года в Атланте.

## Карьера
Выступал в тяжёлой (свыше 95 кг) и абсолютной весовых категориях. В 1983—1996 годах девять раз становился чемпионом Кубы и ещё трижды — серебряным призёром. Четырежды побеждал на Панамериканских чемпионатах и дважды становился их серебряным призёром. Дважды побеждал на Панамериканских играх и один раз завоевал на них серебро. На Олимпиаде 1992 года занял пятое место, а через четыре года в Атланте стал 33-м.